# Stanislav Evgrafovič Petrov
Stanisláv Evgráfovič Petróv (in russo Станисла́в Евгра́фович Петро́в?; Vladivostok, 7 settembre 1939 – Frjazino, 19 maggio 2017) è stato un militare sovietico, tenente colonnello dell'Armata Sovietica durante la guerra fredda.

## Biografia
Stanislav Petrov nacque il 7 settembre 1939 vicino a Vladivostok. Suo padre, Evgraf, pilotava aerei da caccia durante la seconda guerra mondiale. Sua madre era un'infermiera. Petrov si iscrisse all'Accademia Militare di Ingegneria Aeronautica di Kiev della Aeronautica militare sovietica, e dopo il diploma nel 1972 fu assegnato alla Vojska PVO, la difesa antiaerea.
Nei primi anni settanta venne assegnato all'organizzazione che sovrintendeva al nuovo sistema di allarme precoce che doveva rilevare i lanci di missili balistici da parte dei paesi NATO. Il 26 settembre 1983 identificò un falso allarme missilistico - prendendo difficili decisioni al limite delle sue prerogative e dei regolamenti preposti - evitando così il più che probabile scoppio di un conflitto nucleare mondiale.
Morì all'età di 77 anni il 19 maggio 2017 a causa di una polmonite. La notizia del suo decesso fu resa pubblica soltanto quattro mesi dopo.

### Vita privata
Petrov era sposato con Raisa ed ebbe due figli, Dmitrij ed Elena. Sua moglie morì di cancro nel 1997.

### L'incidente del 26 settembre 1983
Intorno alla mezzanotte del 26 settembre 1983 il tenente colonnello Petrov, di stanza alla base militare sovietica Serpukhov-15 ove vengono analizzati i segnali dei satelliti Oko adibiti alla localizzazione di missili nemici, rileva 5 missili intercontinentali con testate atomiche diretti verso l'URSS. Analizzando l'evento rilevato, contravvenendo ai protocolli, non comunicò la segnalazione ai superiori  evitando così una rappresaglia sovietica. Ritenne infatti che, qualora gli Stati Uniti d'America avessero voluto attaccare l'URSS, non avrebbero usato solo 5 testate.
Soltanto dopo si scoprì che l'allerta era scattata a causa dei riflessi del Sole sui satelliti sovietici, i quali avevano codificato quei bagliori come lanci missilistici.
La vicenda divenne nota soltanto nel 1988 quando un generale sovietico definì Petrov come "l’uomo che aveva salvato l’umanità".

## Riconoscimenti

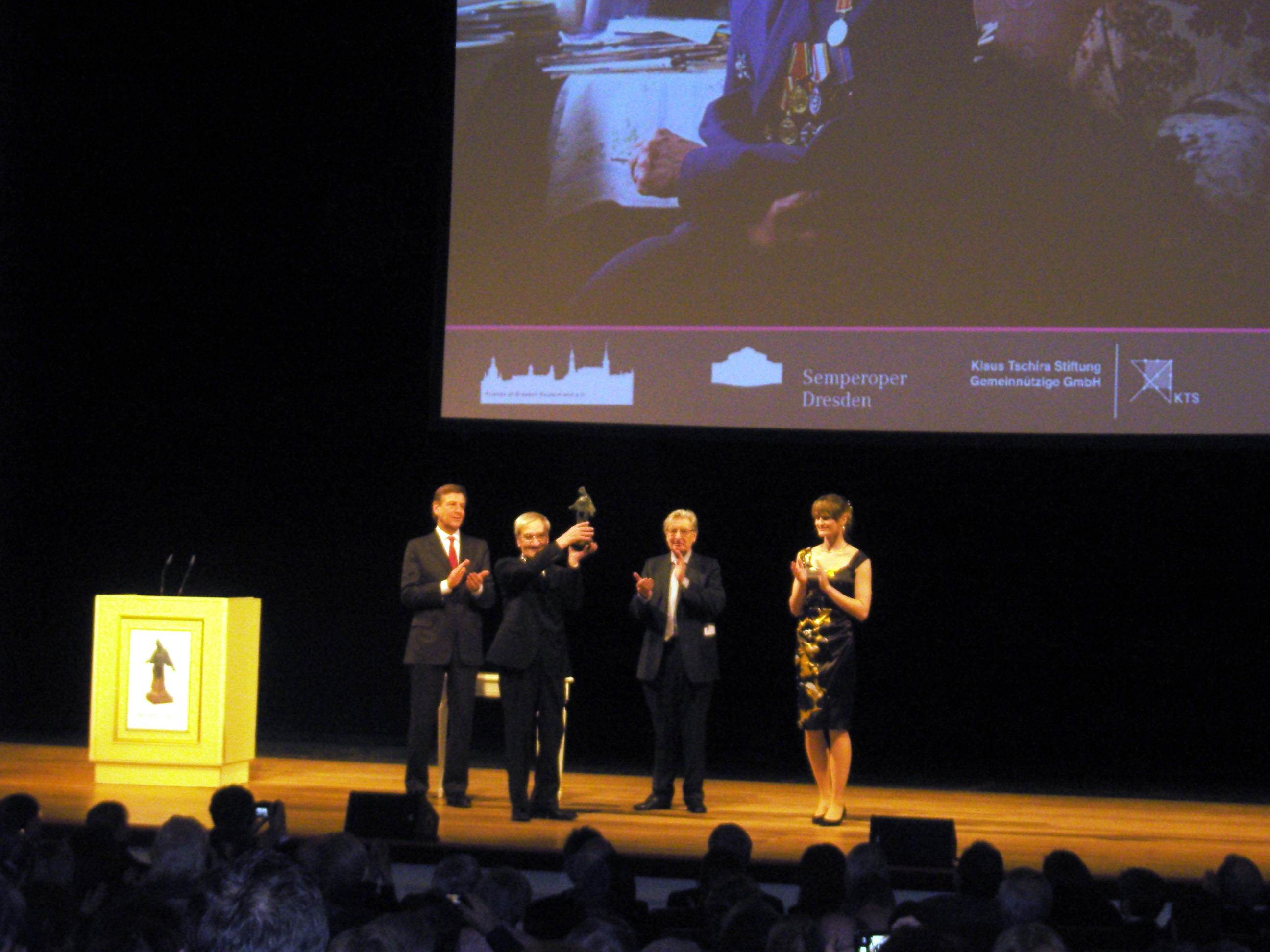
Cerimonia di consegna del Dresden-Preis presso il Teatro dell'Opera di Dresda

- Nel 2004 l'Associazione Cittadini del Mondo (Association of World Citizens[8], AWC ), con base a San Francisco, gli ha consegnato un riconoscimento e un premio simbolico di mille dollari.[5][9]
- Il 23 giugno 2004 il Senato australiano si è congratulato con Petrov per il premio appena ricevuto in riconoscimento per le sue azioni.[10]
- Il 19 gennaio 2006 ha ricevuto un secondo riconoscimento dall'AWC presso l'auditorium Dag Hammarskjöld della sede ONU di New York.[11]
- In Germania, nel 2011, gli è stato conferito un premio dedicato a chi ha apportato significativi contributi alla pace nel mondo, per aver scongiurato una guerra nucleare potenziale, il German Media Award (Deutscher Medienpreis), ritirato a Baden-Baden il 24 febbraio 2012.
- Vincitore del Premio Dresda nel 2013.

## Nei media
Le vicende dell'incidente che lo ha visto protagonista sono state trasposte in due docufilm: The red button (2011) e The Man Who Saved the World (2014).
Il 18 aprile 2017 viene pubblicato un libro, L'uomo che fermò l'apocalisse, del conduttore televisivo italiano Roberto Giacobbo scritto con Valeria Botta, che tratta il fatto accaduto al militare sovietico.